# Asnage Castelly
Asnage Castelly (né le 29 mars 1978) est un lutteur américano-haïtien qui a concouru pour Haïti aux Jeux olympiques d'été 2016 dans la catégorie de 74 kg style libre. 

## Biographie
Né en Haïti, Castelly a déménagé à Irvington, New Jersey, à l'âge de 9 ans, il ne savait pas parler anglais. À cause de son manque de compétences linguistiques, il s'intéresse à la lutte après avoir vu à la télévision les jeux olympiques. Il fréquente Irvington High Schoo où il participe à des compétitions de football, d'athlétisme et de lutte, gagnant un diplôme dans le sport en 1998.
Il fréquente l'American International College, un collège d'arts libéraux de Springfield, dans le Massachusetts, en tant que premier membre de sa famille à fréquenter le collège. Il y participe dans le cadre du programme sportif de l'école dans la division II de la National Collegiate Athletic Association, qui obtient son diplôme en 2002,. Il a servi en Irak au sein de l’ armée américaine en tant qu’aumônier musulman et est devenu membre du personnel des entraîneurs du Springfield Technical Community College (STCC) après avoir terminé son service militaire. 
Castelly est le premier lutteur d’Haïti à participer aux Jeux olympiques, un pays qui n’a remporté aucune médaille olympique depuis 1928. Pour pouvoir participer au niveau international, il a dû créer lui-même la Fédération de lutte haïtienne. Il a reçu l'approbation du Comité olympique haïtien et de la United World Wrestling, l'organisme international de sanction de ce sport, et a été autorisé à concourir. Alberto Nieves et son frère, l'ancien olympien Anibál Nieves - ses entraîneurs à American International et les entraîneurs principaux respectivement des programmes masculin et féminin du STCC - ont été ses entraîneurs olympiques. 
Après avoir créé la fédération en 2005 et exercé comme président, il a travaillé sans succès pour participer aux Jeux olympiques d'été de 2008 à Pékin et aux Jeux de Londres en 2012, avant de recevoir une invitation de United World Wrestling pour participer en tant que wild card à l'été 2016. Jeux olympiques à Rio de Janeiro. En tant que membre du contingent haïtien d'Haïti aux Jeux de 2016, Castelly a été choisi pour être le porte-drapeau de la cérémonie d'ouverture, un honneur qui l'a tellement surpris qu'il "a pensé que c'était une blague", lorsqu'il a été informé pour la première fois . Avec 1.83 m  et 74 kg , il a concouru dans  catégorie lutte libre masculine 74 kg. Il a été battu au premier tour par Hassan Yazdani, d’ Iran, qui a remporté la médaille d’or. 
Il est retourné dans son pays natal, Haïti, où vivent sa femme et ses enfants, pour lancer un programme de lutte de la jeunesse dans un certain nombre d'écoles, dans le cadre d'un effort visant à développer ce sport à long terme. Il prévoit de déménager à Haïti à plein temps après les Jeux olympiques de 2016 et espère avoir un programme de lutte opérationnel dans les écoles du pays d'ici quatre ans.